# Etlingera facifera
Etlingera facifera là một loài thực vật có hoa trong họ Gừng. Loài này được A.D.Poulsen mô tả khoa học đầu tiên năm 2006.